# Pseudorasbora pumila
Pseudorasbora pumila är en fiskart som beskrevs av Miyadi, 1930. Pseudorasbora pumila ingår i släktet Pseudorasbora och familjen karpfiskar. Inga underarter finns listade i Catalogue of Life.